# 喜歡！喜歡！小跳步！
《喜歡！喜歡！小跳步！》（日语：スキ!スキ!スキップ!）是日本女子偶像團體HKT48創團後首張單曲唱片。單曲由秋元康製作，並於2013年3月20日由日本環球音樂發行，共四種版本。

## 簡介
在2012年11月時，HKT48於當天的劇場公演後發表將由日本環球音樂於2013年春季發行的訊息。2013年1月16日，經營團隊開始公開將於3月20日發行首張單曲的訊息。比較特殊的是在公開新作品發行日期的同時並未提及與唱片同名的主打A面曲曲名，反而是先公開了同時也是樂天（Lotte）巧克力產品電視廣告曲的B面曲《求求你華倫亭》（お願いヴァレンティヌ）。至於主打歌的曲名，則一直到2月13日時才正式揭露。
延續48集團新單曲唱片多版本發行的慣例，《喜歡！喜歡！小跳步！》在日本國內共發行Type-A、Type-B、Type-C與劇場版（劇場盤）四個版本。其中前三版本為一般發售版本，劇場版則是角川系統旗下的郵購網路Chara-ani（キャラアニ）限量專賣。在內容方面，除了四版本都收錄的A面曲與第一B面曲《求求你華倫亭》之外，第二B面曲則是根據版本的不同而有不同配置。Type-A、-B、-C除了歌曲CD外，也同時附有內含新曲MV的DVD。配合新單曲唱片的上市，Type-A、-B、-C又分為新作推出時發行的初回限量版與之後一般常態銷售的普通版，兩版本在CD與DVD收錄內容方面相同，主要差異處在於所附的特典產品。
有別於姊妹團體AKB48、SKE48與NMB48的第一張單曲，都是以各團體創團分隊的正式成員為單曲選拔成員的作法，HKT48第一張單曲的選拔成員並不全都是正式成員，而是混合了創團分隊Team H的部分成員與幾位研究生的編制。另外，本單曲拔擢了二期研究生田島芽瑠作為中央成員（center），這也是另一個打破48集團從未由研究生擔任單曲center的紀錄先例。
雖然《喜歡！喜歡！小跳步！》是HKT48的第一張單曲作品，但並非該團體第一首收錄在發行唱片中的歌曲作品。HKT48的第一首唱片收錄作品，是收錄於AKB48第29張單曲《永遠的壓力》（永遠プレッシャー）Type-C版本中的第二B面曲《初戀蝴蝶》（初恋バタフライ）。

## 銷售記錄
在團體成立之後1年10月才推出第一張單曲作品的HKT48，是48集團的姊妹團體中發片速度最慢的一個。但也正因為事前有足夠的時間靠著劇場公演、冠名電視節目與各種活動增加曝光的機會，使得《喜歡！喜歡！小跳步！》這張單曲一上市之後，就立刻打破日本國內多項與出道單曲有關的銷售記錄。
- 2013年3月15日，在由Oricon公佈的單曲期待度調查中，本單曲以130.90点排列榜首，大幅領先第二名、韓國女子團體T-ara的《Bunny Style!》[9]。
- 2013年3月20日，在Oricon公信榜的單曲銷量榜中，本單曲以205,278排列榜首，打破NMB48以《絕滅黑髮少女》創下的48集團出道單曲最高首日銷量紀錄。[10][11]
- 2013年3月21日，在Oricon公信榜的單曲銷量榜中，本單曲以15,874排列榜首，合計首兩日銷量共221,152張，已超越由NMB48於2011年創下的日本女性藝人出道單曲史上最高首週銷量（21.8萬張）之紀錄。[12][13]
- 2013年3月27日，在Oricon公信榜的單曲銷量周榜中，本單曲以250,147張列榜首。此紀錄不但是48集團出道單曲的最高銷量，亦刷新日本女性藝人出道單曲的最高首週銷量。[2][14]

| 計算日                         | 公佈日                         | 排名                           | 銷量                           | 合計銷量                       | 備注                                 | 參考          |
| ------------------------------ | ------------------------------ | ------------------------------ | ------------------------------ | ------------------------------ | ------------------------------------ | ------------- |
| 2013年3月19日                  | 3月20日                        | 第1名                          | 205,278                        | -                              | 創下48集團出道單曲最高首日銷量       | [ 10 ] [ 11 ] |
| 2013年3月20日                  | 3月21日                        | 第1名                          | 15,874                         | 221,152                        | 超越日本女性藝人最高首週銷量         | [ 12 ] [ 13 ] |
| 2013年3月21日                  | 3月22日                        | 第1名                          | 8,034                          | 229,186                        | -                                    | [ 15 ]        |
| 2013年3月22日                  | 3月23日                        | 第2名                          | 5,977                          | 235,163                        | -                                    | [ 16 ]        |
| 2013年3月23日                  | 3月24日                        | 第1名                          | 5,969                          | 241,132                        | -                                    | [ 17 ]        |
| 2013年3月24日                  | 3月25日                        | 第1名                          | 5,249                          | 246,381                        | -                                    | [ 18 ]        |
| 首周销量合计: 250,147（第1名） | 首周销量合计: 250,147（第1名） | 首周销量合计: 250,147（第1名） | 首周销量合计: 250,147（第1名） | 首周销量合计: 250,147（第1名） | 刷新日本女性藝人出道單曲最高首週銷量 | [ 2 ] [ 14 ]  |
| 3月销量合计: 264,550（第4名）  | 3月销量合计: 264,550（第4名）  | 3月销量合计: 264,550（第4名）  | 3月销量合计: 264,550（第4名）  | 3月销量合计: 264,550（第4名）  | -                                    | [ 19 ]        |

## 版本與收錄內容

### Type-A
Type-A的封面照片是由選拔成員田島芽瑠、指原莉乃、宮脇咲良、多田愛佳、穴井千尋、森保圓（森保まどか）與朝長美櫻等人共同拍攝，而封底照片则是演唱了标题曲《喜歡！喜歡！小跳步！》的16名成员。收錄內容如下：
CD
1. 《喜歡！喜歡！小跳步！》（スキ!スキ!スキップ!）
2. 《求求你華倫亭》（お願いヴァレンティヌ）
3. 《单相思的唐扬》（片思いの唐揚げ）：小分隊「甘口姬」（[註 1]）演唱曲
4. 《喜歡！喜歡！小跳步！》純配樂（Instrumental）版
5. 《求求你華倫亭》純配樂版
6. 《单相思的唐扬》 純配樂版

DVD
1. 《喜歡！喜歡！小跳步！》MV
2. 《单相思的唐扬》MV
3. 《东京修学旅行》
  - 在浅草拍摄

附贈特典
- 全國握手會參加券（只有初回限定版才附贈）
- 口袋學生行事曆（ポケットスクールカレンダー）Type-A（自16款不同設計中隨機附入1款）

### Type-B
Type-B的封面照片是由選拔成員兒玉遙、田島芽瑠、指原莉乃、本村碧唯與松岡菜摘等人共同拍攝，而封底照片则是演唱了标题曲《喜歡！喜歡！小跳步！》的16名成员。收錄內容如下：
CD
1. 《喜歡！喜歡！小跳步！》
2. 《求求你華倫亭》
3. 《现在是第一》（今がイチバン）：小分隊「旨口姬」（[註 2]）演唱曲
4. 《喜歡！喜歡！小跳步！》純配樂版
5. 《求求你華倫亭》純配樂版
6. 《现在是第一》純配樂版

DVD
1. 《喜歡！喜歡！小跳步！》MV
2. 《现在是第一》MV
3. 《博多观光向导》

附贈特典
- 全國握手會參加券（只有初回限定版才附贈）
- 口袋學生行事曆Type-B（自16款不同設計中隨機附入1款）

### Type-C
Type-C的封面照片是由選拔成員宮脇咲良、穴井千尋、村重杏奈、本村碧唯與田島芽瑠等人共同拍攝，而封底照片则是演唱了标题曲《喜歡！喜歡！小跳步！》的16名成员。收錄內容如下：
CD
1. 《喜歡！喜歡！小跳步！》
2. 《求求你華倫亭》
3. 《制服的班比》（制服のバンビ）
4. 《喜歡！喜歡！小跳步！》純配樂版
5. 《求求你華倫亭》純配樂版
6. 《制服的班比》純配樂版

DVD
1. 《喜歡！喜歡！小跳步！》MV
2. 《成員全開搞笑集》

附贈特典
- 全國握手會參加券（只有初回限定版才附贈）
- 口袋學生行事曆Type-C（自16款不同設計中隨機附入1款）

### 劇場版
劇場版是由網路郵購網站Chara-ani專賣的限量版本，必須先透過該網站的會員系統以抽獎方式獲得購買資格後，才能購得。此版本的封面收錄的是此次主打單曲的center、田島芽瑠的獨照。而唱片的收錄內容如下：
CD
1. 《喜歡！喜歡！小跳步！》
2. 《求求你華倫亭》
3. 《說說漂亮話不也很好嗎？》（キレイゴトでもいいじゃないか？）
4. 《喜歡！喜歡！小跳步！》純配樂版
5. 《求求你華倫亭》純配樂版
6. 《說說漂亮話不也很好嗎？》 純配樂版

特典
- 個別握手會參加券

## 歌曲與選拔成員
參與各曲演唱的選拔成員名單，是以唱片發行時的編制為準。

### 喜歡！喜歡！小跳步！
《喜歡！喜歡！小跳步！》（スキ!スキ!スキップ!）是與單曲唱片同名的主打A面曲，由HKT48的製作人秋元康擔任作詞，小林祐二負責作曲，武藤星兒編曲。此曲是HKT48自己的冠名綜藝節目《HKT48的御出掛！》（HKT48のおでかけ）的主題曲，與福岡當地的金融業者西日本城市银行的電視广告配樂，后也被选作CoCo壹番屋咖哩的電視广告配樂。由二期研究生田島芽瑠擔任center，參與演唱的成員名單如下：
- Team H：穴井千尋、植木南央、多田愛佳、兒玉遥、指原莉乃、下野由貴、中西智代梨、松岡菜摘、宮脇咲良、村重杏奈、本村碧唯、森保圓、若田部遥
- 研究生：田島芽瑠、朝長美櫻、淵上舞

本曲的選拔成員名單與收錄於AKB48第29張單曲唱片《永遠的壓力》Type-C版本中、完全由HKT48成員演唱的第二B面曲《初戀蝴蝶》相同。在所有的成員之中，僅有兒玉遙、宮脇咲良以及由AKB48移籍至HKT48的多田愛佳與指原莉乃四人，曾有入選AKB48主打單曲選拔成員的紀錄。其中宮脇入選的是2012年10月發行的《UZA》，兒玉入選的是同年5月發行的《仲夏的Sounds good!》，指原最近期入選的是2013年2月發行的《So long !》，多田上一次入選的紀錄是2011年5月的《Everyday、髮箍》。

### 求求你華倫亭
《求求你華倫亭》（お願いヴァレンティヌ）是本單曲唱片的主要B面曲，與主打歌同樣被收錄於全版本的唱片中，由秋元康作詞，小川耕太（小川コータ）作曲，生田真心編曲。比主打歌曲更早公開、並自2月6日起就開始在iTunes等網站開放試聽與付費下載的這首歌，除了是針對西洋情人節所推出的應景歌曲外，也是樂天迦納牛奶巧克力（ロッテ「ガーナミルクチョコレート」）「情人節篇」（バレンタイン篇）、「快樂原創巧克力篇」（楽しみ方&オリジナルチョコ篇）與「包裝篇」（ラッピング篇）的電視廣告曲。參與此曲演唱的成員名單與《喜歡！喜歡！小跳步！》完全相同，並同樣由田島芽瑠擔任center。

### 单相思的唐扬
《单相思的唐扬》（片思いの唐揚げ）是本单曲唱片Type-A版本中收录的B面曲，由秋元康作词，若田部誠作曲并编曲。本曲由小分队“甘口姬”演唱，站在center位置的是團體中知名度較高、曾經入選AKB48總選舉的成员宮脇咲良担任。这首歌也被东京电视台採用作為2013年4月起開播的美國卡通《彩虹小馬：友情就是魔法》（マイリトルポニー〜トモダチは魔法〜，英文版原名My Little Pony: Friendship Is Magic）的日本版片尾曲。此曲的演唱成员名单如下：
- Team H：宮脇咲良、多田愛佳、本村碧唯、村重杏奈、若田部遥
- 研究生：秋吉優花、梅本泉、田島芽瑠、田中優香、深川舞子、朝長美櫻、山田麻莉奈

### 现在是第一
《现在是第一》（今がイチバン）是本单曲唱片Type-B版本中收录的B面曲，由秋元康作词，山本加津彦作曲、武藤星兒编曲。本曲由小分队“旨口姬”演唱，站在center位置的是Team H的Ace儿玉遥。
自2013年7月1日起在過去與HKT48已有多次廣告合作紀錄的連鎖超市業者大榮集團，啟用HKT48作為該公司旗下連鎖超市品牌大榮超市與Gourmet City的形象代言人，並且選擇了《現在是第一》一曲作為九州地區專用電視廣告「一之市」（一の市）、「周日之市」（日曜の市）、「夠意思日」（なかなかデー）等篇的广告曲。这三篇广告分别由HKT48的成员组成「Team 一之市」（由兒玉遙、森保圓、田島芽瑠、朝長美櫻组成）、「Team 周日之市」（由指原莉乃、下野由貴、宮脇咲良、若田部遥组成）、「Team 夠意思日」（由穴井千尋、植木南央、中西智代梨、村重杏奈组成）演出。
至於歌曲本身的演唱成员名单如下：
- Team H：穴井千尋、熊澤世莉奈、兒玉遥、指原莉乃、田中菜津美、中西智代梨、松岡菜摘、森保圓
- 研究生：安陪恭加、今田美奈、坂口理子、谷真理佳

### 制服的斑比
《制服的斑比》（制服のバンビ）是本单曲唱片Type-C版本中收录的B面曲，由秋元康作词、若田部誠作曲、野中「MASA」雄一編曲。此曲亦被選入Team H「博多傳奇」公演的分組unit曲，在此曲中擔任center位置的是高知名度的成員指原莉乃。演唱成员名单如下：
- Team H：兒玉遥、指原莉乃、宮脇咲良

### 说说漂亮话不也很好吗？
《说说漂亮话不也很好吗？》（キレイゴトでもいいじゃないか?）是本单曲唱片剧场盘版本中收录的B面曲，由秋元康作词、章夫作曲、佐佐木裕编曲。本曲是由未能进入选拔名单、也未參與小分队“甘口姬”或“旨口姬”成员名單的HKT48二期研究生们演唱。由於是附在單曲唱片內的B面曲，歌曲錄製時參與成員的知名度也還不是很高，相較於HKT48的其他作品本曲原本應是較為默默無聞的一首，但在2013年底至2014年初、針對每年都會舉行的大型帶狀演唱會「AKB48重溫時間 最佳曲目200」（AKB48 Request Hour Setlist 200）所舉行的一場歌迷票選活動中，本曲意外的以高票當選該次投票活動中的第8名，也是HKT48所有作品中排名最佳的一首，被列在最後一天4月6日的演唱歌單中，並在歌迷間掀起一些話題。
由於此曲並沒有拍攝對應的MV也很少在公開場合演唱，原本就沒有明確的center成員設定。至於在少數的幾次實際演出，例如在上述的AKB48重溫時間演唱會中，或是在同年7月19日播出的NHK電視節目《AKB48 SHOW!》的攝影棚收錄中演唱時，也因為採用的舞蹈隊形是一直旋轉由不同的成員站在前排，而呈現一種沒有center或多人同時擔任center的印象。然而，雖然歌曲中間的舞蹈隊形一直轉換，但在這兩次主要的舞台表演中，開曲與收尾都是由駒田京伽站在扇型編隊頂點、最醒目的位置。參與此曲錄音的演唱成員名单如下：
- 研究生：伊藤來笑、井上由莉耶、岩花詩乃、宇井真白、上野遥、岡田栞奈、岡本尚子、草場愛、神志那結衣、後藤泉、駒田京伽、冨吉明日香

## 外部連結
- HKT48官方YouTube频道公开播放影片：
  - YouTube上的《喜歡！喜歡！小跳步！》預覽MV
  - YouTube上的《單相思的唐揚》MV（short ver.）
  - YouTube上的《現在是第一》MV（short ver.）
- 單曲宣傳街宣車
  - YouTube上的在澀谷行走的《喜歡！喜歡！小跳步！》街宣車

- 日本環球音樂官方唱片介紹頁（页面存档备份，存于）：（日語）
  - Type-A（页面存档备份，存于）
  - Type-B（页面存档备份，存于）
  - Type-C（页面存档备份，存于）